# Championnat du monde féminin de handball 1997
Navigation
Autriche et Hongrie 1995 Norvège et Danemark 1999
Le Championnat du monde féminin de handball 1997 est la 13e édition du Championnat du monde féminin de handball et a lieu du 30 novembre au 14 décembre 1997 en Allemagne.
Certaines équipes parmi les favorites, comme la Roumanie, l'Autriche et la Hongrie, sont éliminées dès les huitièmes de finale. En quarts de finale, ce sont les Sud-Coréennes, tenantes du titre, qui sont éliminées. Jusqu'alors invaincue dans la compétition, l'Allemagne, hôte du tournoi perd en demi-finale face à la Norvège (23-25). Au cours de la seconde demi-finale, un spectateur allemand ivre poignarde trois supporteurs danois dont deux succomberont à leurs blessures,. Le tournoi est alors à la limite d'être annulé, mais la compétition est finalement maintenue et le Danemark se qualifie pour une finale inédite entre équipes scandinaves, où il domine facilement la Norvège pour une victoire sans appel 33 buts à 20. Déjà championnes olympiques et championnes d'Europe en titre, les Danoises réalisent ainsi un triplé historique. Enfin l'Allemagne termine à la troisième place après sa victoire 27 à 25 face à la Russie en match de classement.

## Présentation

### Qualifications
| Continent         | Nombre | Moyen de qualification        | Qualifiée(s)                                                                      |
| ----------------- | ------ | ----------------------------- | --------------------------------------------------------------------------------- |
| —                 | 1      | Organisateur                  | Allemagne                                                                         |
| —                 | 1      | Tenant du titre               | Corée du Sud                                                                      |
| Asie (AHF)        | 3      | Championnat d'Asie 1997 (en)  | Chine, Japon et Ouzbékistan                                                       |
| Afrique (CAHB)    | 3      | Championnat d'Afrique 1996    | Côte d'Ivoire, Algérie et Angola                                                  |
| Europe (EHF)      | 4      | Championnat d'Europe 1996     | Danemark, Norvège, Autriche et Roumanie                                           |
| Europe (EHF)      | 8      | Qualifications européennes    | Macédoine, Russie, Rép. tchèque, Croatie, Hongrie, France, Pologne et Biélorussie |
| Amériques (PATHF) | 3      | Championnat panaméricain 1997 | Brésil, Canada et Uruguay.                                                        |
| —                 | 1      | Play-off                      | Slovénie                                                                          |

### Lieux de la compétition

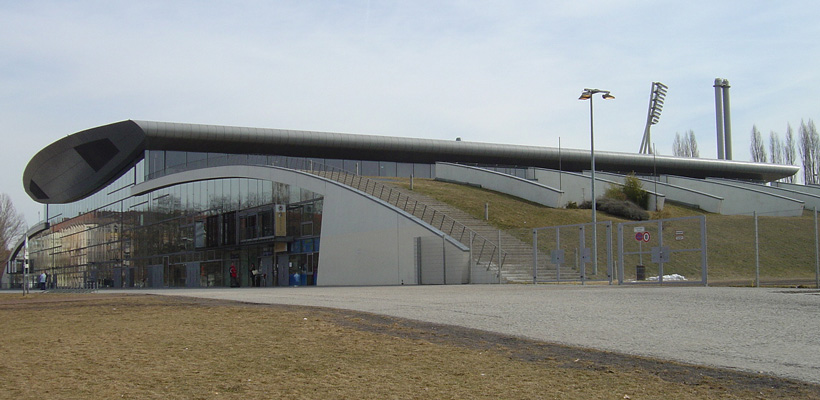
La Max-Schmeling-Halle de Berlin.

La compétition se déroule dans les villes de Berlin, Hanovre, Sarrebruck, Hambourg, Sindelfingen, Neubrandenbourg et Rotenburg an der Fulda. La phase finale a lieu dans la Max-Schmeling-Halle de Berlin.

### Modalités
Comme lors de la précédente édition, le tournoi est encore élargi, passant à 24 équipes, à l'identique du tournoi masculin. Quatre groupes de six sont formés pour la phase de groupe et les quatre premières équipes se qualifient pour la phase finale qui débute au stade des huitièmes de finale. Des matchs de classement permettent de classer les équipes de la 3e à la 6e place.

## Phase de groupe

### Groupe A
Les matchs ont été disputés à Sindelfingen :
|     | Équipe    | Pts | J | G | N | P | Bp  | Bc  | Diff |
| --- | --------- | --- | - | - | - | - | --- | --- | ---- |
| 1er | Allemagne | 10  | 5 | 5 | 0 | 0 | 153 | 92  | 61   |
| 2e  | Pologne   | 8   | 5 | 4 | 0 | 1 | 129 | 114 | 15   |
| 3e  | Autriche  | 6   | 5 | 3 | 0 | 2 | 132 | 115 | 17   |
| 4e  | Angola    | 3   | 5 | 1 | 1 | 3 | 126 | 143 | -17  |
| 5e  | Japon     | 3   | 5 | 1 | 1 | 3 | 105 | 130 | -25  |
| 6e  | Brésil    | 0   | 5 | 0 | 0 | 5 | 104 | 155 | -51  |

Les deux équipes ayant fait match nul, l'Angola devance le Japon à la différence de buts générale.
| 30 novembre 1997 | Allemagne | 32 – 17 | Japon | Sindelfingen |
| 30 novembre 1997 | (16 – 7)  |         |       | Sindelfingen |

| 2 décembre 1997 | Autriche  | 36 – 23 | Brésil | Sindelfingen |
| 2 décembre 1997 | (18 – 12) |         |        | Sindelfingen |

| 2 décembre 1997 | Pologne   | 29 – 24 | Angola | Sindelfingen |
| 2 décembre 1997 | (15 – 10) |         |        | Sindelfingen |

| 3 décembre 1997 | Japon    | 16 – 24 | Autriche | Sindelfingen |
| 3 décembre 1997 | (8 – 13) |         |          | Sindelfingen |

| 3 décembre 1997 | Brésil   | 19 – 32 | Pologne | Sindelfingen |
| 3 décembre 1997 | (7 – 15) |         |         | Sindelfingen |

| 3 décembre 1997 | Angola    | 20 – 32 | Allemagne | Sindelfingen |
| 3 décembre 1997 | (11 – 12) |         |           | Sindelfingen |

| 4 décembre 1997 | Japon    | 25 – 21 | Brésil | Sindelfingen |
| 4 décembre 1997 | (10 – 9) |         |        | Sindelfingen |

| 4 décembre 1997 | Allemagne | 29 – 19 | Pologne | Sindelfingen |
| 4 décembre 1997 | (14 – 9)  |         |         | Sindelfingen |

| 4 décembre 1997 | Autriche | 29 – 22 | Angola | Sindelfingen |
| 4 décembre 1997 | (13 – 9) |         |        | Sindelfingen |

| 6 décembre 1997 | Allemagne | 32 – 18 | Brésil | Sindelfingen |
| 6 décembre 1997 | (17 – 6)  |         |        | Sindelfingen |

| 6 décembre 1997 | Angola    | 30 – 30 | Japon | Sindelfingen |
| 6 décembre 1997 | (15 – 16) |         |       | Sindelfingen |

| 6 décembre 1997 | Pologne   | 26 – 25 | Autriche | Sindelfingen |
| 6 décembre 1997 | (14 – 11) |         |          | Sindelfingen |

| 7 décembre 1997 | Brésil    | 23 – 30 | Angola | Sindelfingen |
| 7 décembre 1997 | (12 – 17) |         |        | Sindelfingen |

| 7 décembre 1997 | Pologne   | 23 – 17 | Japon | Sindelfingen |
| 7 décembre 1997 | (12 – 10) |         |       | Sindelfingen |

| 7 décembre 1997 | Autriche  | 18 – 28 | Allemagne | Sindelfingen |
| 7 décembre 1997 | (10 – 14) |         |           | Sindelfingen |

### Groupe B
Les matchs ont été disputés à Sarrebruck :
|     | Équipe      | Pts | J | G | N | P | Bp  | Bc  | Diff |
| --- | ----------- | --- | - | - | - | - | --- | --- | ---- |
| 1er | Croatie     | 10  | 5 | 5 | 0 | 0 | 146 | 90  | 56   |
| 2e  | Norvège     | 8   | 5 | 4 | 0 | 1 | 155 | 93  | 62   |
| 3e  | France      | 6   | 5 | 3 | 0 | 2 | 140 | 95  | 45   |
| 4e  | Biélorussie | 4   | 5 | 2 | 0 | 3 | 122 | 125 | -3   |
| 5e  | Canada      | 1   | 5 | 0 | 1 | 4 | 77  | 139 | -62  |
| 6e  | Ouzbékistan | 1   | 5 | 0 | 1 | 4 | 83  | 181 | -98  |

| 2 décembre 1997 | Croatie  | 27 – 14 | Canada | Sarrebruck |
| 2 décembre 1997 | (16 – 6) |         |        | Sarrebruck |

| 2 décembre 1997 | Norvège   | 34 – 21 | Biélorussie | Sarrebruck |
| 2 décembre 1997 | (14 – 12) |         |             | Sarrebruck |

| 2 décembre 1997 | France   | 39 – 17 | Ouzbékistan | Sarrebruck |
| 2 décembre 1997 | (17 – 8) |         |             | Sarrebruck |

| 3 décembre 1997 | Ouzbékistan | 15 – 45 | Croatie | Sarrebruck |
| 3 décembre 1997 | (10 – 19)   |         |         | Sarrebruck |

| 3 décembre 1997 | Canada   | 15 – 32 | Norvège | Sarrebruck |
| 3 décembre 1997 | (7 – 17) |         |         | Sarrebruck |

| 3 décembre 1997 | Biélorussie | 17 – 30 | France | Sarrebruck |
| 3 décembre 1997 | (10 – 15)   |         |        | Sarrebruck |

| 4 décembre 1997 | Canada   | 13 – 30 | Biélorussie | Sarrebruck |
| 4 décembre 1997 | (7 – 10) |         |             | Sarrebruck |

| 4 décembre 1997 | Norvège  | 44 – 13 | Ouzbékistan | Sarrebruck |
| 4 décembre 1997 | (20 – 5) |         |             | Sarrebruck |

| 4 décembre 1997 | Croatie  | 21 – 20 | France | Sarrebruck |
| 4 décembre 1997 | (7 – 13) |         |        | Sarrebruck |

| 6 décembre 1997 | Croatie  | 28 – 19 | Biélorussie | Sarrebruck |
| 6 décembre 1997 | (12 – 9) |         |             | Sarrebruck |

| 6 décembre 1997 | Ouzbékistan | 18 – 18 | Canada | Sarrebruck |
| 6 décembre 1997 | (10 – 8)    |         |        | Sarrebruck |

| 6 décembre 1997 | France   | 19 – 23 | Norvège | Sarrebruck |
| 6 décembre 1997 | (10 – 9) |         |         | Sarrebruck |

| 7 décembre 1997 | Biélorussie | 35 – 20 | Ouzbékistan | Sarrebruck |
| 7 décembre 1997 | (14 – 9)    |         |             | Sarrebruck |

| 7 décembre 1997 | France   | 32 – 17 | Canada | Sarrebruck |
| 7 décembre 1997 | (18 – 7) |         |        | Sarrebruck |

| 7 décembre 1997 | Norvège   | 22 – 25 | Croatie | Sarrebruck |
| 7 décembre 1997 | (11 – 13) |         |         | Sarrebruck |

### Groupe C
Les matchs ont été disputés à Rotenburg an der Fulda :
|     | Équipe        | Pts | J | G | N | P | Bp  | Bc  | Diff |
| --- | ------------- | --- | - | - | - | - | --- | --- | ---- |
| 1er | Corée du Sud  | 10  | 5 | 5 | 0 | 0 | 160 | 101 | 59   |
| 2e  | Hongrie       | 8   | 5 | 4 | 0 | 1 | 156 | 102 | 54   |
| 3e  | Roumanie      | 6   | 5 | 3 | 0 | 2 | 153 | 124 | 29   |
| 4e  | Côte d'Ivoire | 4   | 5 | 2 | 0 | 3 | 121 | 129 | -8   |
| 5e  | Algérie       | 2   | 5 | 1 | 0 | 4 | 101 | 146 | -45  |
| 6e  | Uruguay       | 0   | 5 | 0 | 0 | 5 | 74  | 163 | -89  |

| 2 décembre 1997 | Roumanie | 44 – 23 | Algérie | Rotenburg/Fulda |
| 2 décembre 1997 | (25 – 9) |         |         | Rotenburg/Fulda |

| 2 décembre 1997 | Hongrie  | 36 – 12 | Uruguay | Rotenburg/Fulda |
| 2 décembre 1997 | (19 – 7) |         |         | Rotenburg/Fulda |

| 2 décembre 1997 | Corée du Sud | 30 – 24 | Côte d'Ivoire | Rotenburg/Fulda |
| 2 décembre 1997 | (18 – 12)    |         |               | Rotenburg/Fulda |

| 3 décembre 1997 | Uruguay  | 15 – 34 | Roumanie | Rotenburg/Fulda |
| 3 décembre 1997 | (9 – 14) |         |          | Rotenburg/Fulda |

| 3 décembre 1997 | Côte d'Ivoire | 21 – 33 | Hongrie | Rotenburg/Fulda |
| 3 décembre 1997 | (6 – 17)      |         |         | Rotenburg/Fulda |

| 3 décembre 1997 | Algérie  | 16 – 35 | Corée du Sud | Rotenburg/Fulda |
| 3 décembre 1997 | (5 – 18) |         |              | Rotenburg/Fulda |

| 4 décembre 1997 | Roumanie  | 26 – 30 | Hongrie | Rotenburg/Fulda |
| 4 décembre 1997 | (14 – 19) |         |         | Rotenburg/Fulda |

| 4 décembre 1997 | Algérie  | 20 – 21 | Côte d'Ivoire | Rotenburg/Fulda |
| 4 décembre 1997 | (9 – 12) |         |               | Rotenburg/Fulda |

| 4 décembre 1997 | Corée du Sud | 35 – 11 | Uruguay | Rotenburg/Fulda |
| 4 décembre 1997 | (15 – 4)     |         |         | Rotenburg/Fulda |

| 6 décembre 1997 | Roumanie  | 28 – 26 | Côte d'Ivoire | Rotenburg/Fulda |
| 6 décembre 1997 | (12 – 10) |         |               | Rotenburg/Fulda |

| 6 décembre 1997 | Uruguay  | 18 – 29 | Algérie | Rotenburg/Fulda |
| 6 décembre 1997 | (5 – 15) |         |         | Rotenburg/Fulda |

| 6 décembre 1997 | Hongrie   | 29 – 30 | Corée du Sud | Rotenburg/Fulda |
| 6 décembre 1997 | (17 – 16) |         |              | Rotenburg/Fulda |

| 7 décembre 1997 | Côte d'Ivoire | 29 – 18 | Uruguay | Rotenburg/Fulda |
| 7 décembre 1997 | (15 – 6)      |         |         | Rotenburg/Fulda |

| 7 décembre 1997 | Hongrie  | 28 – 13 | Algérie | Rotenburg/Fulda |
| 7 décembre 1997 | (16 – 5) |         |         | Rotenburg/Fulda |

| 7 décembre 1997 | Corée du Sud | 30 – 21 | Roumanie | Rotenburg/Fulda |
| 7 décembre 1997 | (13 – 12)    |         |          | Rotenburg/Fulda |

### Groupe D
Les matchs ont été disputés à Neubrandenbourg :
|     | Équipe       | Pts | J | G | N | P | Bp  | Bc  | Diff |
| --- | ------------ | --- | - | - | - | - | --- | --- | ---- |
| 1er | Russie       | 9   | 5 | 4 | 1 | 0 | 128 | 111 | 17   |
| 2e  | Macédoine    | 7   | 5 | 3 | 1 | 1 | 124 | 115 | 9    |
| 3e  | Danemark     | 7   | 5 | 3 | 1 | 1 | 161 | 114 | 47   |
| 4e  | Rép. tchèque | 5   | 5 | 2 | 1 | 2 | 136 | 145 | -9   |
| 5e  | Slovénie     | 1   | 5 | 1 | 0 | 4 | 136 | 158 | -22  |
| 6e  | Chine        | 0   | 5 | 0 | 0 | 5 | 118 | 160 | -42  |

La Macédoine devance le Danemark grâce à sa victoire.
| 2 décembre 1997 | Macédoine | 26 – 22 | Slovénie | Neubrandenbourg |
| 2 décembre 1997 | (11 – 11) |         |          | Neubrandenbourg |

| 2 décembre 1997 | Russie    | 27 – 24 | Rép. tchèque | Neubrandenbourg |
| 2 décembre 1997 | (10 – 12) |         |              | Neubrandenbourg |

| 2 décembre 1997 | Danemark | 38 – 16 | Chine | Neubrandenbourg |
| 2 décembre 1997 | (17 – 9) |         |       | Neubrandenbourg |

| 3 décembre 1997 | Slovénie  | 27 – 30 | Russie | Neubrandenbourg |
| 3 décembre 1997 | (11 – 15) |         |        | Neubrandenbourg |

| 3 décembre 1997 | Chine     | 24 – 30 | Macédoine | Neubrandenbourg |
| 3 décembre 1997 | (11 – 19) |         |           | Neubrandenbourg |

| 3 décembre 1997 | Rép. tchèque | 27 – 41 | Danemark | Neubrandenbourg |
| 3 décembre 1997 | (12 – 23)    |         |          | Neubrandenbourg |

| 4 décembre 1997 | Russie  | 22 – 19 | Macédoine | Neubrandenbourg |
| 4 décembre 1997 | (9 – 8) |         |           | Neubrandenbourg |

| 4 décembre 1997 | Rép. tchèque | 30 – 25 | Chine | Neubrandenbourg |
| 4 décembre 1997 | (14 – 13)    |         |       | Neubrandenbourg |

| 4 décembre 1997 | Danemark  | 37 – 24 | Slovénie | Neubrandenbourg |
| 4 décembre 1997 | (22 – 09) |         |          | Neubrandenbourg |

| 6 décembre 1997 | Slovénie  | 28 – 31 | Rép. tchèque | Neubrandenbourg |
| 6 décembre 1997 | (10 – 18) |         |              | Neubrandenbourg |

| 6 décembre 1997 | Russie   | 27 – 19 | Chine | Neubrandenbourg |
| 6 décembre 1997 | (16 – 7) |         |       | Neubrandenbourg |

| 6 décembre 1997 | Macédoine | 25 – 23 | Danemark | Neubrandenbourg |
| 6 décembre 1997 | (15 – 8)  |         |          | Neubrandenbourg |

| 7 décembre 1997 | Chine     | 34 – 35 | Slovénie | Neubrandenbourg |
| 7 décembre 1997 | (19 – 17) |         |          | Neubrandenbourg |

| 7 décembre 1997 | Macédoine | 24 – 24 | Rép. tchèque | Neubrandenbourg |
| 7 décembre 1997 | (9 – 12)  |         |              | Neubrandenbourg |

| 7 décembre 1997 | Danemark  | 22 – 22 | Russie | Neubrandenbourg |
| 7 décembre 1997 | (12 – 12) |         |        | Neubrandenbourg |

## Phase finale
|  | Huitièmes de finale | Huitièmes de finale |           |                        | Quarts de finale       | Quarts de finale |  |  | Demi-finales | Demi-finales |  |  | Finale | Finale |
|  | Huitièmes de finale | Huitièmes de finale |           |                        | Quarts de finale       | Quarts de finale |  |  | Demi-finales | Demi-finales |  |  | Finale | Finale |
|  |                     |                     |           |                        |                        |                  |  |  |              |              |  |  |        |        |
|  |                     |                     |           |                        |                        |                  |  |  |              |              |  |  |        |        |
|  |                     |                     |           |                        |                        |                  |  |  |              |              |  |  |        |        |
|  | [B1] Croatie        | 30                  |           |                        |                        |                  |  |  |              |              |  |  |        |        |
|  | [B1] Croatie        | 30                  |           |                        |                        |                  |  |  |              |              |  |  |        |        |
|  | [A4] Angola         | 22                  |           |                        |                        |                  |  |  |              |              |  |  |        |        |
|  | [A4] Angola         | 22                  | Croatie   | 21                     |                        |                  |  |  |              |              |  |  |        |        |
|  |                     |                     | Croatie   | 21                     |                        |                  |  |  |              |              |  |  |        |        |
|  |                     | Danemark            | 25        |                        |                        |                  |  |  |              |              |  |  |        |        |
|  | [D3] Danemark       | Danemark            | 25        | 30                     |                        |                  |  |  |              |              |  |  |        |        |
|  | [D3] Danemark       |                     |           | 30                     |                        |                  |  |  |              |              |  |  |        |        |
|  | [C2] Hongrie        | 25                  |           |                        |                        |                  |  |  |              |              |  |  |        |        |
|  | [C2] Hongrie        | 25                  | Danemark  | 32                     |                        |                  |  |  |              |              |  |  |        |        |
|  |                     |                     | Danemark  | 32                     |                        |                  |  |  |              |              |  |  |        |        |
|  |                     | Russie              | 22        |                        |                        |                  |  |  |              |              |  |  |        |        |
|  | [B3] France         | Russie              | 22        | 20                     |                        |                  |  |  |              |              |  |  |        |        |
|  | [B3] France         |                     |           | 20                     |                        |                  |  |  |              |              |  |  |        |        |
|  | [A2] Pologne        | 30                  |           |                        |                        |                  |  |  |              |              |  |  |        |        |
|  | [A2] Pologne        | 30                  | Pologne   | 19                     |                        |                  |  |  |              |              |  |  |        |        |
|  |                     |                     | Pologne   | 19                     |                        |                  |  |  |              |              |  |  |        |        |
|  |                     | Russie              | 24        |                        |                        |                  |  |  |              |              |  |  |        |        |
|  | [D1] Russie         | Russie              | 24        | 28                     |                        |                  |  |  |              |              |  |  |        |        |
|  | [D1] Russie         |                     |           | 28                     |                        |                  |  |  |              |              |  |  |        |        |
|  | [C4] Côte d'Ivoire  | 20                  |           |                        |                        |                  |  |  |              |              |  |  |        |        |
|  | [C4] Côte d'Ivoire  | 20                  | Danemark  | 33                     |                        |                  |  |  |              |              |  |  |        |        |
|  |                     |                     | Danemark  | 33                     |                        |                  |  |  |              |              |  |  |        |        |
|  |                     | Norvège             | 20        |                        |                        |                  |  |  |              |              |  |  |        |        |
|  | [C3] Roumanie       | Norvège             | 20        | 33                     |                        |                  |  |  |              |              |  |  |        |        |
|  | [C3] Roumanie       |                     |           | 33                     |                        |                  |  |  |              |              |  |  |        |        |
|  | [D2] Macédoine      | 37a2p               |           |                        |                        |                  |  |  |              |              |  |  |        |        |
|  | [D2] Macédoine      | 37a2p               | Macédoine | 19                     |                        |                  |  |  |              |              |  |  |        |        |
|  |                     |                     | Macédoine | 19                     |                        |                  |  |  |              |              |  |  |        |        |
|  |                     | Allemagne           | 24        |                        |                        |                  |  |  |              |              |  |  |        |        |
|  | [A1] Allemagne      | Allemagne           | 24        | 33                     |                        |                  |  |  |              |              |  |  |        |        |
|  | [A1] Allemagne      |                     |           | 33                     |                        |                  |  |  |              |              |  |  |        |        |
|  | [B4] Biélorussie    | 23                  |           |                        |                        |                  |  |  |              |              |  |  |        |        |
|  | [B4] Biélorussie    | 23                  | Allemagne | 23                     |                        |                  |  |  |              |              |  |  |        |        |
|  |                     |                     | Allemagne | 23                     |                        |                  |  |  |              |              |  |  |        |        |
|  |                     | Norvège             | 25        |                        |                        |                  |  |  |              |              |  |  |        |        |
|  | [A3] Autriche       | Norvège             | 25        | 18                     |                        |                  |  |  |              |              |  |  |        |        |
|  | [A3] Autriche       |                     |           | 18                     |                        |                  |  |  |              |              |  |  |        |        |
|  | [B2] Norvège        | 24                  |           | Match pour la 3e place | Match pour la 3e place |                  |  |  |              |              |  |  |        |        |
|  | [B2] Norvège        | 24                  | Norvège   | Match pour la 3e place | Match pour la 3e place | 27               |  |  |              |              |  |  |        |        |
|  |                     |                     | Norvège   |                        |                        | 27               |  |  |              |              |  |  |        |        |
|  |                     | Corée du Sud        | 21        |                        |                        |                  |  |  |              |              |  |  |        |        |
|  | [C1] Corée du Sud   | Corée du Sud        | 21        | 29                     | Russie                 | 25               |  |  |              |              |  |  |        |        |
|  | [C1] Corée du Sud   |                     |           | 29                     | Russie                 | 25               |  |  |              |              |  |  |        |        |
|  | [D4] Rép. tchèque   | 26                  |           | Allemagne              | 27                     |                  |  |  |              |              |  |  |        |        |
|  | [D4] Rép. tchèque   | 26                  |           | Allemagne              | 27                     |                  |  |  |              |              |  |  |        |        |

### Demi-finales
| 13 décembre 1997 16h00 | Allemagne     | 23 - 25  | Norvège          | Berlin Affluence : 6 500 Arbitrage : Kalin/Koric |
| 13 décembre 1997 16h00 | Grit Jurack 6 | (9-11)   | Tonje Sagstuen 9 | Berlin Affluence : 6 500 Arbitrage : Kalin/Koric |
| 13 décembre 1997 16h00 | ×5 ×1         | FrauenHB | ×7               | Berlin Affluence : 6 500 Arbitrage : Kalin/Koric |

- Allemagne : Michaela Schanze (1re-42e), Christine Lindemann (42e-60e et un pénalty) ; Miroslava Ritskiavitchius (3, ), Emilia Luca (2), Grit Jurack (6 dont 2 pén., ), Annika Schafferus, Silvia Schmitt (2), Michaela Erler, Kathrin Blacha (4), Franziska Heinz (5), Heike Schmidt (1 dont 1 pén., ), Agnieszka Tobiasz.
- Norvège : Heidi Marie Tjugum, Jeanette Nilsen (41e-54e et un pénalty) ; Tonje Larsen (2, ), Janne Tuven (1), Susann Goksör Bjerkrheim (4), Kari Solem Aune (), Sahra Hausmann (1, ), Mette Davidsen (1, ), Trine Haltvik (6 dont 4 pén., ), Tonje Sagstuen (9 dont 1 pén.), Ellen Mitchell (alias Thomsen, ), Monica Vik Gabrielsen (alias Hansen) (1).

| 13 décembre 1997 18h30 | Danemark           | 33 - 22  | Russie              | Berlin Affluence : 7 500 Arbitrage : I. Dolejs/V. Kohout |
| 13 décembre 1997 18h30 | Camilla Andersen 9 | (19-12)  | Natalia Malakhova 9 | Berlin Affluence : 7 500 Arbitrage : I. Dolejs/V. Kohout |
| 13 décembre 1997 18h30 | ×5                 | FrauenHB | ×5                  | Berlin Affluence : 7 500 Arbitrage : I. Dolejs/V. Kohout |

- Danemark : Susanne Munk-Lauritsen, Gitte Sunesen (6e-60e); Anne Dorthe Tanderup (4, ), Helle Simonsen (2), Camilla Andersen (9/2, ), Lone Mathiesen (1), Janne Kolling (6), Merete Möller (3, ), Anja Andersen (6/1), Gitte Madsen (1, ), Tonje Kjaergaard (), Maybrit Nielsen.
- Russie : Natalia Gritsenko, Stella Vartanian (8e-60e); Tatiana Berezniak (), Natalia Deriouguina, Irina Akhromeeva, Raissa Verakso (1), Olga Evtcherenko (4/1, ), Lioudmila Chevtchenko (), Irina Kalinitchenko (1), Zhanna Sabadach (2, ), Natalia Malakhova (9), Svetlana Smirnova (5/2, ).

### Match pour la3eplace
| 14 décembre 1997 16h00 | Allemagne        | 27 -25   | Russie              | Berlin Affluence : 7 500 Arbitrage : Oie/Högsnes |
| 14 décembre 1997 16h00 | Michaela Erler 6 | (16-12)  | Natalia Malakhova 6 | Berlin Affluence : 7 500 Arbitrage : Oie/Högsnes |
| 14 décembre 1997 16h00 | ×2               | FrauenHB | ×4                  | Berlin Affluence : 7 500 Arbitrage : Oie/Högsnes |

- Allemagne : Michaela Schanze, Christine Lindemann; Miroslava Riskiavitchius (5, ), Emilia Luca (2, ), Grit Jurack (4/1), Silvia Schmitt (3/2), Michaela Erler (6), Anna Osiakowska (n. e.), Kathrin Blacha, Franziska Heinz (5/1), Yvonne Karrasch (2), Heike Schmidt (n. e.).
- Russie : Stella Vartanian, Natalia Gritsenko; Natalya Deriouguina (5), Irina Akhromeeva, Raissa Verakso (5, ), Olga Evtcherenko (3), Ludmila Chevtchenko (3), Irina Kalinitchenko (1, ), Zhanna Sabadach (1), Natalia Malakhova (6, ), Svetlana Smirnova (1/1), Lioudmila Bodnieva ().

### Finale
| 13 décembre 1997 18h30 | Danemark           | 33 -20   | Norvège               | Berlin Affluence : 7 500 Arbitrage : Bülow/Lübker |
| 13 décembre 1997 18h30 | Camilla Andersen 7 | (14-11)  | Haltvik et Sagstuen 6 | Berlin Affluence : 7 500 Arbitrage : Bülow/Lübker |
| 13 décembre 1997 18h30 | ×3                 | FrauenHB | ×2                    | Berlin Affluence : 7 500 Arbitrage : Bülow/Lübker |

- Danemark  : Gitte Sunesen, Susanne Munk-Lauritsen (12e-60e); Anne Dorthe Tanderup (6), Helle Simonsen, Camilla Andersen (7/3, ), Tina Böttzau (1), Anette Hoffmann-Möberg (5), Janne Kolling (3), Anja Andersen (5, ), Gitte Madsen (4), Tonje Kjaergaard (1), Maybrit Nielsen (1).
- Norvège : Heidi Marie Tjugum, Jeanette Nilsen (16e-40e); Tonje Larsen (1/1), Janne Tuven, Susann Goksör Bjerkrheim (2), Kari Solem Aune (1), Sahra Hausmann (2), Hege Kristine Lund Kvitsand (1), Mette Davidsen, Trine Haltvik (6/2), Tonje Sagstuen (6), Monica Vik Gabrielsen (alias Hansen) (1, ).

### Matchs de classement pour les places 5 à 8
|  | Demi-finales de classement | Demi-finales de classement |                        |      | Match pour la 5e place | Match pour la 5e place |
|  | Demi-finales de classement | Demi-finales de classement |                        |      | Match pour la 5e place | Match pour la 5e place |
|  |                            |                            |                        |      |                        |                        |
|  |                            |                            |                        |      |                        |                        |
|  |                            |                            |                        |      |                        |                        |
|  | Corée du Sud               | 34                         |                        |      |                        |                        |
|  | Corée du Sud               | 34                         |                        |      |                        |                        |
|  | Macédoine                  | 26                         |                        |      |                        |                        |
|  | Macédoine                  | 26                         | Corée du Sud           | 33ap |                        |                        |
|  |                            |                            | Corée du Sud           | 33ap |                        |                        |
|  |                            | Croatie                    | 32                     |      |                        |                        |
|  | Pologne                    | Croatie                    | 32                     | 19   |                        |                        |
|  | Pologne                    |                            |                        | 19   |                        |                        |
|  | Croatie                    | 20                         |                        |      |                        |                        |
|  | Croatie                    | 20                         | Match pour la 7e place |      |                        |                        |
|  |                            |                            |                        |      |                        |                        |
|  |                            |                            |                        |      |                        |                        |
|  |                            |                            |                        |      |                        |                        |
|  | Macédoine                  | 36ap                       |                        |      |                        |                        |
|  | Macédoine                  | 36ap                       |                        |      |                        |                        |
|  | Pologne                    | 34                         |                        |      |                        |                        |
|  | Pologne                    | 34                         |                        |      |                        |                        |

## Vainqueur
| Champion du monde 1997 Danemark 1er titre |

## Classement final
| Rang                      | Équipe        | J | G | N | P | Bp  | Bc  | Diff |
| ------------------------- | ------------- | - | - | - | - | --- | --- | ---- |
| Médaille d'or, monde      | Danemark      | 9 | 7 | 1 | 1 | 281 | 204 | +77  |
| Médaille d'argent, monde  | Norvège       | 9 | 7 | 0 | 2 | 253 | 188 | +65  |
| Médaille de bronze, monde | Allemagne     | 9 | 8 | 0 | 1 | 252 | 184 | +68  |
| 4                         | Russie        | 9 | 6 | 1 | 2 | 227 | 209 | +18  |
|                           |               |   |   |   |   |     |     |      |
| 5                         | Corée du Sud  | 9 | 8 | 0 | 1 | 277 | 212 | +65  |
| 6                         | Croatie       | 9 | 7 | 0 | 2 | 249 | 189 | +60  |
| 7                         | Macédoine     | 9 | 5 | 1 | 3 | 242 | 240 | +2   |
| 8                         | Pologne       | 9 | 5 | 0 | 4 | 231 | 214 | +17  |
|                           |               |   |   |   |   |     |     |      |
| 9                         | Hongrie       | 6 | 4 | 0 | 2 | 181 | 132 | +49  |
| 10                        | France        | 6 | 3 | 0 | 3 | 160 | 125 | +35  |
| 11                        | Autriche      | 6 | 3 | 0 | 3 | 150 | 134 | +16  |
| 12                        | Roumanie      | 6 | 3 | 0 | 3 | 186 | 161 | +25  |
| 13                        | Rép. tchèque  | 6 | 2 | 1 | 3 | 162 | 174 | –12  |
| 14                        | Côte d'Ivoire | 6 | 2 | 0 | 4 | 141 | 157 | –16  |
| 15                        | Angola        | 6 | 1 | 1 | 4 | 148 | 173 | –25  |
| 16                        | Biélorussie   | 6 | 2 | 0 | 4 | 145 | 155 | –10  |
|                           |               |   |   |   |   |     |     |      |
| 17                        | Japon         | 5 | 1 | 1 | 3 | 105 | 130 | –25  |
| 18                        | Slovénie      | 5 | 1 | 0 | 4 | 136 | 158 | –22  |
| 19                        | Algérie       | 5 | 1 | 0 | 4 | 101 | 146 | –45  |
| 20                        | Canada        | 5 | 0 | 1 | 4 | 77  | 139 | –62  |
| 21                        | Ouzbékistan   | 5 | 0 | 1 | 4 | 83  | 181 | –98  |
| 22                        | Chine         | 5 | 0 | 0 | 5 | 118 | 160 | –42  |
| 23                        | Brésil        | 5 | 0 | 0 | 5 | 104 | 155 | –51  |
| 24                        | Uruguay       | 5 | 0 | 0 | 5 | 74  | 163 | –89  |

## Statistiques et récompenses

### Équipe-type
À l'issue du tournoi, l'équipe-type du tournoi a été désignée, :
- meilleure joueuse : Franziska Heinz (de),  Allemagne[7][réf. à confirmer]
- meilleure gardienne : Suzanne Munk-Lauritsen,  Danemark
- meilleure ailière gauche : Han Sun-hee,  Corée du Sud
- meilleure arrière gauche : Franziska Heinz (de),  Allemagne
- meilleure demi-centre : Camilla Andersen,  Danemark
- meilleure pivot : Natalia Deriouguina,  Russie
- meilleure arrière droite : Tonje Sagstuen,  Norvège
- meilleure ailière droite : Natalia Malakhova,  Russie

### Meilleures marqueuses
Les meilleures marqueuses du tournoi sont,,, :
| Rang | Joueuse                   | Sélection    | Buts | 7m | MJ | Moy |
| ---- | ------------------------- | ------------ | ---- | -- | -- | --- |
| 1    | Indira Kastratović        | Macédoine    | 71   | 23 | 9  | 7,9 |
| 2    | Han Sun-hee               | Corée du Sud | 63   | 10 | 9  | 7,0 |
| 3    | Tonje Sagstuen            | Norvège      | 59   | 8  | 8  | 7,4 |
| 4    | Roxana Gheorghiu Stanisor | Roumanie     | 57   | 35 | 6  | 9,5 |
| 5    | Aleksandra Pawelska       | Pologne      | 55   | 14 | 9  | 6,1 |
| 6    | Grit Jurack               | Allemagne    | 54   | 16 | 9  | 6,0 |
| 7    | Valentina Radulović       | Macédoine    | 52   | 10 | 9  | 5,8 |
| 8    | Klaudija Bubalo           | Croatie      | 52   | 15 | 9  | 5,8 |
| 9    | Anja Andersen             | Danemark     | 51   | 11 | 8  | 6,4 |
| 10   | Monika Ludmilová          | Rép. tchèque | 50   | 22 | 5  | 10  |

## Effectif des équipes sur le podium

### Championne du monde:Danemark
L'effectif du Danemark au championnat du monde 1997 est,, :
- Anja Andersen (8 matchs/52 buts)
- Camilla Andersen (9/45)
- Anette Hoffmann-Møberg (8/35)
- Anne Dorthe Tanderup (8/29)
- Gitte Madsen (9/28)
- Tonje Kjærgaard (7/20)
- Helle Simonsen (7/17)
- Merete Møller (7/17)
- Janne Kolling (4/11)
- Lone Mathiesen (8/10)
- Tina Bøttzau (6/8)
- Maybrit Nielsen (6/7)
- Karina Jespersen (3/2)
- Lene Rantala (4/0)
- Gitte Sunesen (6/0)
- Susanne Munk-Lauritsen (8/0)

Entraineur :
- Ulrik Wilbek.

### Vice-championne du monde:Norvège
L'effectif de la Norvège au championnat du monde 1997 est, :
- Tonje Sagstuen (8 matchs/59 buts)
- Trine Haltvik (9/39)
- Susann Goksør Bjerkrheim (9/32)
- Sahra Hausmann (7/22)
- Tonje Larsen (8/21)
- Mette Davidsen (9/19)
- Janne Tuven (8/17)
- Monica Vik Gabrielsen (9/17)
- Kari Solem (8/11)
- Hege Kristine Kvitsand (6/8)
- Ellen Mitchell (4/4)
- Annette Tveter (4/2)
- Lise Kristiansen (1/0)
- Heidi Tjugum (8/0)
- Jeanette Nilsen (9/0)

Entraineur :
- Marit Breivik.

### Troisième place:Allemagne
L'effectif de l'Allemagne au championnat du monde 1997 est, :
- Grit Jurack (9 matchs/54 buts)
- Franziska Heinz (8/29)
- Michaela Erler (9/28)
- Emilia Luca (7/26)
- Silvia Schmitt (9/26)
- Miroslava Ritskiavitchius (9/22)
- Yvonne Karrasch (5/14)
- Kathrin Blacha (9/14)
- Agnieszka Tobiasz (4/12)
- Anika Schafferus (5/11)
- Heike Schmidt (6/10)
- Anna Osiakowska (3/9)
- Manuela Fiedel (2/5)
- Sandra Polchow (1/0)
- Michaela Schanze (6/0)
- Christine Lindemann (7/0).

Entraineur :
- Ekke Hoffmann.